# Amity (Oregon)
Amity – miasto w Stanach Zjednoczonych, w północno-wschodniej części stanu Oregon, w hrabstwie Yamhill. Ludność — 1614 mieszkańców (2010).